# Стоссел, Джон
Джон Ф. Стоссель (род. 6 марта 1947) — американский репортер, журналист, автор и либертарианский обозреватель. В октябре 2009 года Стоссел оставил ABC News, чтобы присоединиться к Fox Business Channel и Fox News Channel. Он ведёт еженедельную программу новостей на Fox Business, которая названа «Стоссел» и дебютировала 10 декабря 2009 года.
Стоссель написал три книги.
В качестве репортера, Джон получил множество наград и премий, в том числе 19 награду Эмми (Emmy) и 5 раз был удостоен за достижения в потребительской отчетности Национального пресс-клуба.
Стоссел получил 19 Эмми, премию Джорджа Полка, Премию Пибоди, также его достижения были неоднократно отмечены Национальным пресс-клубом США. Джон утверждал, что когда он выступал за государственную политику вмешательства и скептически относился к бизнесу, его засыпали наградами, но в 2006 году заявил: "Они любят меня меньше... как только я начал проявлять тот же скептицизм в сторону правительства, я перестал выигрывать награды". 23 апреля 2012 года Стоссела наградил Президентской медалью Чепменского университета его действующие президент, Джеймс Доти, и канцлер, Даниэль Струппа. Наградой были удостоены всего несколько человек за последние 150 лет.
В апреле 2016 года у Джона был диагностирован рак легких. В своем отчете об этом для Fox News он описал свой опыт медицинского обслуживания и еще раз выступил против вмешательства правительства в вопросы медицины.